# GEMIN7
GEMIN7 (англ. Gem nuclear organelle associated protein 7) – білок, який кодується однойменним геном, розташованим у людей на короткому плечі 19-ї хромосоми. Довжина поліпептидного ланцюга білка становить 131 амінокислот, а молекулярна маса — 14 537.
| 10         |  | 20         |  | 30         |  | 40         |  | 50         |
| ---------- |  | ---------- |  | ---------- |  | ---------- |  | ---------- |
| MQTPVNIPVP |  | VLRLPRGPDG |  | FSRGFAPDGR |  | RAPLRPEVPE |  | IQECPIAQES |
| LESQEQRARA |  | ALRERYLRSL |  | LAMVGHQVSF |  | TLHEGVRVAA |  | HFGATDLDVA |
| NFYVSQLQTP |  | IGVQAEALLR |  | CSDIISYTFK |  | P          |  |            |

A: Аланін

C: Цистеїн

D: Аспарагінова кислота

E: Глутамінова кислота

F: Фенілаланін

G: Гліцин

H: Гістидин

I: Ізолейцин

K: Лізин

L: Лейцин

M: Метіонін

N: Аспарагін

P: Пролін

Q: Глутамін

R: Аргінін

S: Серин

T: Треонін

V: Валін

Кодований геном білок за функцією належить до фосфопротеїнів. 
Задіяний у таких біологічних процесах, як процесинг мРНК, сплайсинг мРНК, ацетилювання. 
Локалізований у цитоплазмі, ядрі.